# Scolopia spinosa
Scolopia spinosa är en videväxtart som först beskrevs av William Roxburgh, och fick sitt nu gällande namn av Otto Warburg. Scolopia spinosa ingår i släktet Scolopia och familjen videväxter. Inga underarter finns listade i Catalogue of Life.